# Igaratá (kommun)
Igaratá är en kommun i Brasilien.   Den ligger i delstaten São Paulo, i den sydöstra delen av landet, 800 km söder om huvudstaden Brasília. Antalet invånare är 8 825.
Följande samhällen finns i Igaratá:
- Igaratá

I omgivningarna runt Igaratá växer huvudsakligen savannskog. Runt Igaratá är det tätbefolkat, med 709 invånare per kvadratkilometer.